# Manoir de Bulcy
Le manoir de Bulcy est un édifice situé à Bulcy, en France.

## Localisation
Le manoir est situé sur le territoire de la commune de Bulcy, 8 allée de la Grange-à-Dîme, dans le département de la Nièvre, en région Bourgogne-Franche-Comté.

## Description
Le manoir de Bulcy est un édifice dont une façade est ornée de deux niveaux de galerie, dont l'arcature de bois posée sur des piliers de pierre.

## Historique
Le manoir de Bulcy a été édifié aux XVIe et XVIIe siècles par un membre de la famille de La Vigne.
Il fait l'objet d'une inscription partielle (éléments protégés : les façades et les toitures ; colombier) au titre des monuments historiques par arrêté du 15 juillet 1976.